# Смедник
Смедник (словен. Smednik) — поселення в общині Кршко, Споднєпосавський регіон, Словенія. Висота над рівнем моря: 178,1 м.